# Palabra «crisis» en chino

La palabra «crisis», escrita 危機 en chino tradicional y 危機 en chino simplificado.

La palabra china para «crisis» (en chino, 危機; pinyin, wēijī; Wade-Giles, wei-chi) es frecuentemente citada en charlas y textos motivacionales de autoayuda junto con la declaración de que esos dos caracteres representan «riesgo» y «oportunidad», respectivamente. Sin embargo, esa traducción no es veraz, dado que el carácter jī (機), por sí solo, no significa necesariamente «oportunidad».

## Análisis dewēijī
El sinólogo Victor H. Mair, de la Universidad de Pensilvania, sostiene que esa interpretación popular del wēijī  en el mundo anglófono (y Occidente en general) es «una percepción popular equivocada muy difundida». Mair argumenta que, mientras wēi (危) significa aproximadamente "peligro, peligroso; causar peligro, amenazar; riesgo; precario, precipitado; alto; miedo, pavor, recelo" (como en wēixiăn 危险, "peligroso"), el polisémico jī (机) no necesariamente significa "oportunidad". 
El sustantivo compuesto  jīhuì (机会) significa "oportunidad", pero  jī puede adquirir muchos significados diferentes, incluyendo "maquinaria, avión, ocasión pertinente, punto crucial, momento incipiente, oportuno, oportunidad, suerte, secreto, palabra clave, ardiloso".  Sin embargo, esos son significados secundarios. Según Mair, jī solamente tiene alguna de esas connotaciones secundarias (tales como "oportunidad") cuando es usado en conjunción con otro morfema (en ese caso jīhuì); en solitario, no tiene esos significados. El filólogo sugiere que jī, en wēijī, significa "punto crucial, crítico", y no "oportunidad".

## Origen
El lingüista norteamericano Benjamin Zimmer ha encontrado menciones en lengua inglesa del término chino para "crisis" ya en un anónimo editorial de 1938 que apareció en una antigua revista para misioneros en China. Sin embargo, el término adquirió ímpetu luego que John F. Kennedy utilizara esta figura en discursos de campaña, como en Indianápolis, el 12 de abril de 1959:

Cuando está escrita en chino, la palabra crisis es compuesta por dos caracteres. Uno representa peligro y el otro representa oportunidad.

Kennedy usó frecuentemente esa idea como recurso retórico en sus discursos, y el mismo fue apropiado por Richard M. Nixon y otros políticos, siendo imitados por conferencistas motivacionales y consultores del mundo de los negocios. Condoleezza Rice, por ejemplo, usó esa interpretación durante las discusiones sobre el conflicto israelí-palestino, en 2007, y Al Gore lo hizo, tanto en su testimonio en la Cámara de Representantes de los Estados Unidos, como en su discurso de agradecimiento al recibir el Premio Nobel de la Paz, en 2007.
Citando a Mair, que ha sugerido que la popularidad de la interpretación de la palabra china se debía en parte a su carácter de pensamiento ilusorio, Benjamin Zimmer  atribuye el gran atractivo de esa anécdota a su extrema conveniencia como recurso retórico y como optimista "llamado a la acción".